# 最後の愛
「最後の愛」（さいごのあい）は、西城秀樹の78枚目のシングル。1999年4月13日にBMGファンハウス（現：ソニー・ミュージックレーベルズ アリオラジャパンレーベル）から発売された。

## 解説
- 西城秀樹44歳の誕生日に発売された本作が、デビュー以来在籍していたRCAレーベルでの最後のシングルとなった。

## 収録曲
（全作詞：安部純）
1. 最後の愛 [5:18]
作曲：平義隆、編曲：武藤星児
2. Light -灯- [5:15]
作曲：呉地マサキ、編曲：駒形弘行
3. 最後の愛（オリジナル・カラオケ） [5:15]